# Monte Steele
El monte Steele (en inglés: Mount Steele) es una destacada montaña canadiense de las montañas San Elías, con 5073 m, la quinta montaña más alta del país y el undécimo pico más alto de América del Norte. Situado al suroeste del territorio del Yukón, tien un pico satélite más bajo  localizado al sureste, a 4300 m.
Fue nombrado en memoria de sir Sam Steele, el oficial de la Policía Montada del Noroeste a cargo de la fuerza en el Yukón durante la fiebre del oro de Klondike (1896).

## Primera ascensión en 1935
Walter A. Wood dirigió un equipo formado por Foresta Wood (la esposa de Walter), el guía suizo Hans Fuhrer, Joseph W. Fobes, Harrison Wood e I. Pearce Hazard. La expedición se acercó al pico por el lado este desde el lago Kluane. El campamento base se estableció al pie del glaciar Steele, usando caballos para transportar cargas al campamento base avanzado (conocido como campamento 6) más adelante a lo largo del glaciar. El campamento base avanzado tiene buenas vistas de la montaña y el equipo eligió la cresta este como su línea de ascenso.
Después de esperar a que el clima mejorara después de unas fuertes nevadas, un equipo de cuatro hombres compuesto por Walter Wood, Harrison Wood, Fuhrer y Forbes abandonaron el campamento 8 en la base de la cresta. Su plan era hacer un asalto de 2440 m hasta la cima. Después de un progreso constante hacia arriba, el deterioro del clima los obligó a regresar al Campo 8, donde esperaron una tormenta de cinco días que arrojó más de un metro de nieve fresca. Comenzaron de nuevo el 15 de agosto y el ascenso fue más fácil esta vez por las fuertes pendientes de nieve y el viento en lugar de la nieve blanda en su intento anterior. A 4570 m, una meseta de nieve precaria obligó al equipo a arrastrarse a cuatro patas. Walter Wood comentó:

Me impresionó el humor. Aquí había cuatro seres humanos supuestamente normales que se arrastraban por un campo de nieve a 15.000 pies en el aire, participando en lo que con cariño creían que era una salida deportiva.
The humour of it impressed me. Here were four supposedly normal human beings crawling across a snow field 15,000 ft. up in the air, engaged in what they fondly believed to be a sporting venue.

Alternando el liderazgo cada 100 pasos, se abrieron paso desde la meseta hasta la cima, llegando finalmente a la cima a las 2:30 pm. El equipo disfrutó de treinta minutos maravillosos de condiciones sin viento en la cima antes de comenzar su descenso.

## Avalancha y deslizamientos de tierra
El 22 de julio de 2007 aproximadamente a las 13:25 hora del Pacífico, se produjo una avalancha masiva en el monte Steele cuando una losa de hielo con un volumen de aproximadamente 3 000 000 m³ se desprendió de su cara norte. La losa se rompió al caer por la ladera de la montaña, convirtiéndose en una avalancha que cruzó el glaciar Steele, superó una cresta de 275 metros (902 pies) y continuó hacia el glaciar Hodgson, donde finalmente se detuvo después de viajar una distancia horizontal total de 8 km. La avalancha cubrió aproximadamente 2 km² de la superficie del glaciar Steele. La avalancha quedó registrada como un evento sísmico de magnitud 2.1.
A las 17:57 (hora del Pacífico) del 24 de julio de 2007, sólo dos días después de la avalancha, se produjo un deslizamiento de tierra masivo en la cara norte del monte Steele cuando cayó una sección de hielo y roca de 400 m de ancho. Con un volumen estimado entre 27 500 000 y 80 500 000 m3, duró alrededor de 100 segundos y alcanzó una velocidad máxima de al menos 252 km/h. Al caer 2500 m por la ladera de la montaña, el deslizamiento de tierra atravesó el glaciar Steele de 1,5 km de ancho y alcanzó la cima de una cresta de 275 m en el lado opuesto del glaciar, donde se detuvo antes de deslizarse hacia el glaciar Steele. Viajó una distancia horizontal total de 5,76 km. Inmediatamente fue reconocido como uno de los deslizamientos de tierra más grandes en la historia del Territorio del Yukón, si no el más grande, y es uno de los mayores en la historia registrada del oeste de Canadá.
El 11 de octubre de 2015, 45 000 000 MT  de roca, nieve y hielo con un volumen de aproximadamente 20 000 000 m³ se deslizaron 1 km  por la ladera del monte Steele y  2 km a través de la superficie del glaciar Steele. Fue uno de los diez deslizamientos de tierra más grandes del año en todo el mundo.